# Spoorlijn Buxtehude - Harsefeld
De spoorlijn Buxtehude - Harsefeld is een Duitse spoorlijn en als spoorlijn 9128 onder beheer van DB Netze.

## Geschiedenis
Het traject werd door de Buxtehude-Harsefelder Eisenbahn (BHE) op 28 december 1928 geopend.

## Treindiensten
De Deutsche Bahn verzorgde tot 1991 het personenvervoer op dit traject. De Eisenbahnen und Verkehrsbetriebe Elbe-Weser GmbH (EVB) verzorgt vanaf december 1993 het personenvervoer op dit traject met RB treinen. De aanbesteding van dit traject werd opnieuw aan de EVB gegund vanaf 11 december 2011 voor een periode van 10 jaar. De treindienst wordt uitgevoerd met treinstellen van het type LINT 41 die van de Landesnahverkehrsgesellschaft Niedersachsen (LNVG) gehuurd worden.
| Serie | Treinsoort         | Route                                                                   | Bijzonderheden |
| ----- | ------------------ | ----------------------------------------------------------------------- | -------------- |
| RB 33 | Regionalbahn (EVB) | Buxtehude – Bremervörde – Bremerhaven Hbf – Bremerhaven-Lehe – Cuxhaven |                |

## Aansluitingen
In de volgende plaatsen is of was er een aansluiting op de volgende spoorlijnen:
Buxtehude
DB 1720, spoorlijn tussen Lehrte en Cuxhaven
Harsefeld
DB 1300, spoorlijn tussen Bremerhaven-Wulsdorf en Buchholz